# TM-62 Kulusuk
Timersoqatigiiffik Milaalernaar-62 Kulusuk (kurz TM-62 Kulusuk) ist ein grönländischer Fußballverein aus Kulusuk.

## Geschichte
TM-62 Kulusuk wurde 1962 als zweiter Fußballverein Ostgrönlands nach ATA Tasiilaq gegründet.
Der Verein ist erstmals 1991 als Teilnehmer der Grönländischen Fußballmeisterschaft bezeugt, schied aber schon in der Vorrunde aus. 1992 zog sich die Mannschaft vor dem Wettbewerb zurück. Vermutlich nahm der TM-62 erst 2003 wieder an der Meisterschaft teil, und zwar mit zwei Mannschaften, konnte sich aber nicht für die Schlussrunde qualifizieren. 2007 qualifizierte sich die Mannschaft für Schlussrunde und gewann überraschend die Gruppenphase, erreichte dann aber nur den vierten Platz. Für 2009 ist ebenfalls eine erfolglose Teilnahme an der Qualifikation bezeugt. 2014 konnte sich TM-62 Kulusuk erneut für die Schlussrunde qualifizieren, zog sich aber zurück. 2016 gelang ein weiteres Mal die Qualifikation, aber die Mannschaft belegte chancenlos den letzten Platz. Seither hat keine ostgrönländische Mannschaft mehr an der Meisterschaft teilgenommen.
Die Mannschaften TM-62 und TM- 62 Oldboys nahmen am Østgrønland Cup 2021 teil. Der TM-62 spielte auch im Kuum Cup 2023.

## Platzierungen bei der Meisterschaft
- 1963/64: nicht teilgenommen
- 1966/67: nicht teilgenommen
- 1967/68: unbekannt
- 1969: unbekannt
- 1970: unbekannt
- 1971: unbekannt
- 1972: unbekannt
- 1973: unbekannt
- 1974: unbekannt
- 1975: unbekannt
- 1976: unbekannt
- 1977: unbekannt
- 1978: unbekannt
- 1979: unbekannt
- 1980: unbekannt
- 1981: unbekannt
- 1982: unbekannt
- 1983: unbekannt
- 1984: unbekannt
- 1985: unbekannt
- 1986: unbekannt
- 1987: unbekannt
- 1988: unbekannt
- 1989: unbekannt
- 1990: nicht teilgenommen
- 1991: nicht qualifiziert
- 1992: nicht teilgenommen
- 1993: nicht teilgenommen
- 1994: unbekannt
- 1995: nicht teilgenommen
- 1996: unbekannt
- 1997: unbekannt
- 1998: unbekannt
- 1999: nicht teilgenommen
- 2000: nicht teilgenommen
- 2001: nicht teilgenommen
- 2002: nicht teilgenommen
- 2003: nicht qualifiziert (Erste und Zweite Mannschaft)
- 2004: unbekannt
- 2005: unbekannt
- 2006: unbekannt
- 2007: Platz 4 (von 8)
- 2008: unbekannt
- 2009: nicht qualifiziert
- 2010: nicht teilgenommen
- 2011: nicht teilgenommen
- 2012: unbekannt
- 2013: unbekannt
- 2014: zurückgezogen
- 2015: unbekannt
- 2016: Platz 8 (von 8)
- 2017: nicht teilgenommen
- 2018: nicht teilgenommen
- 2019: nicht teilgenommen
- 2020: nicht teilgenommen
- 2021: (nicht ausgetragen)
- 2022: unbekannt
- 2023: unbekannt